# Fußball-Bundesliga/Rekorde/SC Freiburg
Der Artikel Fußball-Bundesliga/Rekorde/SC Freiburg listet die vereinsspezifischen Rekorde des SC Freiburg auf, die mit Bezug auf die Zugehörigkeit zur deutschen Fußball-Bundesliga gehalten werden.
Der Verein ist aktuell Bundesligist (Stand: Saison 2025/26).

Siehe auch: 

## Vorbemerkung
Es besteht eine Unterteilung zwischen Positiv- und Negativrekorden sowie vereinsinternen Bestmarken. Weitere Rekorde, die dem Verein nicht zuzuordnen sind, werden im Hauptartikel unter „Allgemein“ gelistet. Dort bestehen zudem die Rubriken „Trainerspezifische Rekorde“, „Schiedsrichterspezifische Rekorde“ sowie „Sonstige Rekorde“. Es besteht außerdem die Möglichkeit „In nächster Zeit möglicherweise fallende Bestmarken“ im unteren Bereich der Hauptseite festzuhalten, bzw. die neuen Rekorde an die passenden Stellen einzusortieren. Wenn möglich, wird zu einem Positivrekord auch der Negativrekord als Gegenstück gelistet (und andersrum). Die Liste erhebt keinen Anspruch auf Vollständigkeit.

## SC Freiburg
Aktuelle Platzierung in der Ewigen Tabelle der Fußball-Bundesliga: Platz 18 von 58 (Stand: 34. Spieltag 2024/25)

### Positivrekorde

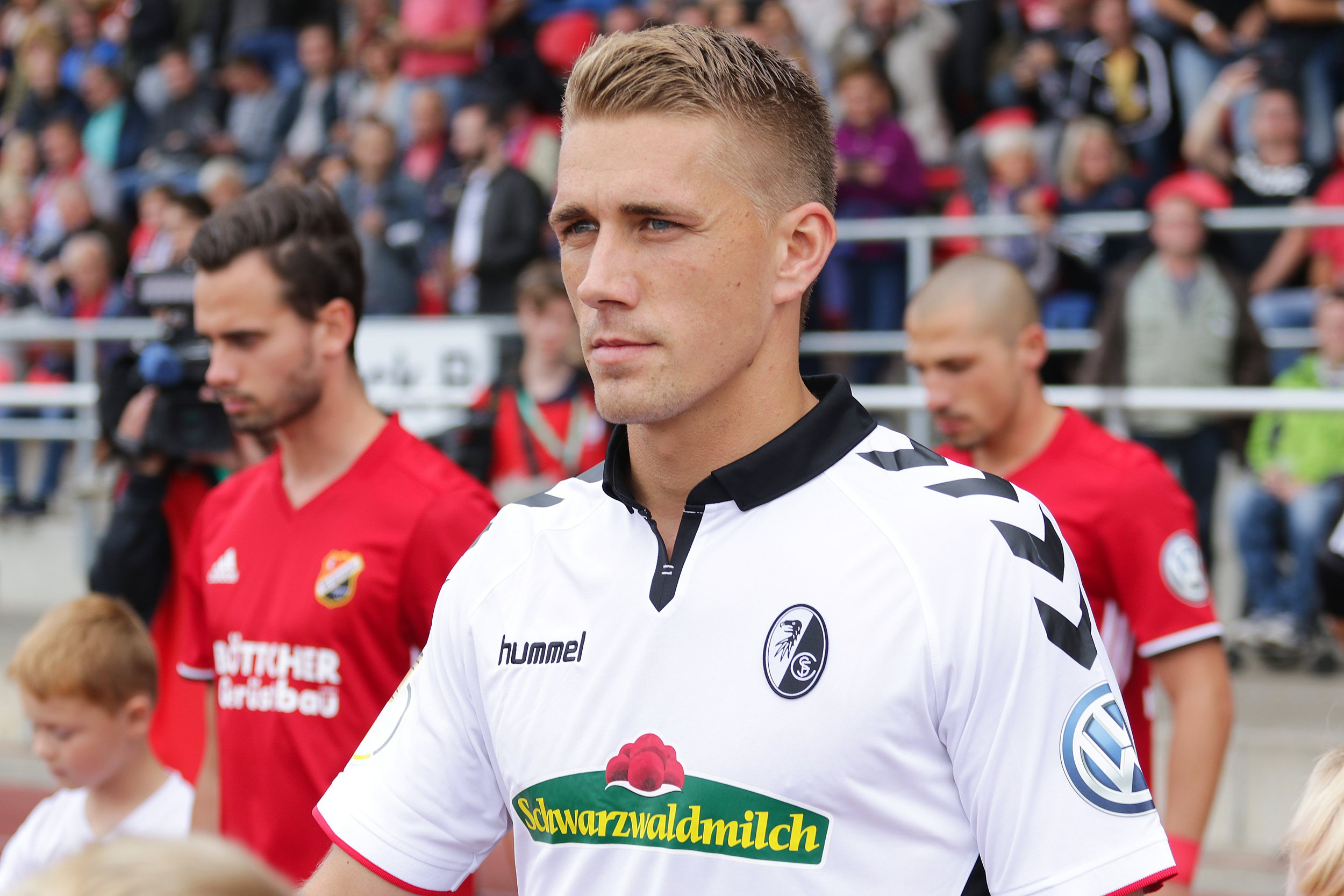
Spieler mit den meisten Jokertoren: Nils Petersen (34 Tore)

- Als erste Mannschaft seit Einführung der gelb-roten Karte 1991/92 beendete der SC Freiburg 109 aufeinanderfolgende Spiele ohne Platzverweis (12. Spieltag 2019/20 bis 18. Spieltag 2022/23). Serie riss am 19. Spieltag nach Gelb-Rot für Kiliann Sildillia in der 17. Minute bei der 5:1-Auswärtsniederlage gegen Borussia Dortmund (entspricht der Menge von mehr als drei kompletten Spielzeiten).[2][3][4][5]
- meiste Jokertore für einen Verein: Nils Petersen (30, Stand: Saisonende 2023/24)[6]
- Trainer mit den meisten Auf- und Abstiegen mit einem Verein: Volker Finke (7, 4× Aufstieg und 3× Abstieg)[7]
- die schnellsten 5 Tore in einem Spiel erzielt: nach 25 Minuten (beim 6:0-Auswärtssieg bei Borussia Mönchengladbach, am 14. Spieltag 2021/22, gemeinsam mit dem 10:0-Sieg von Borussia Mönchengladbach gegen Eintracht Braunschweig, am 8. Spieltag 1984/85)[8][9][10][11]
- Torhüter, der die meisten Strafstöße in Folge gegen sich parierte: Noah Atubolu (4 Strafstöße, laufend; gemeinsam mit Thomas Zander (1980), für 1860 München, Hans Jörg Butt (2000), für den Hamburger SV, Frank Rost, für Schalke 04 und den Hamburger SV und Bernd Leno (2014), für Bayer Leverkusen, Stand: 34. Spieltag 2024/25)[12][13][14]

### Negativrekorde
- früheste Gelbe Karte kassiert: Florian Niederlechner (8 Sekunden nach Anpfiff, wegen eines Ellenbogenschlags gegen Stefan Bell, von Mainz 05, im November 2016; gemeinsam mit Pavel Kadeřábek von der TSG Hoffenheim, wegen eines Ellenbogenschlags gegen Dimitris Giannoulis, beim 0:0-Unentschieden gegen den FC Augsburg, am 10. Spieltag 2024/25, Stand: 34. Spieltag 2024/25)[15][16]
- meiste Strafstöße in einer Saison nicht verwandelt: 6 (von 8 Versuchen, 1998/99, gemeinsam mit Hertha BSC, von 10 Versuchen, 1969/70)[17]
- kassierte den Gegentreffer der ersten Co-Produktion zweier englischer Spieler: Eric Dier gab Harry Kane die Vorlage zum zwischenzeitlichen 0:1 gab (bei der 1:2-Niederlage gegen den FC Bayern, am 19. Spieltag 2024/25)[18][19]
  - Torhüter, der den Gegentreffer, der ersten Co-Produktion zweier englischer Spieler kassierte: Noah Atubolu (als Eric Dier auf Harry Kane die Vorlage zum zwischenzeitlichen 0:1, bei der 1:2-Niederlage gegen den FC Bayern, am 19. Spieltag 2024/25)[18][19]

### Vereinsintern
- Rekordspieler: Christian Günter (344 Einsätze, Stand: 31. Spieltag 2024/25)[20]
- Rekordtorhüter: Richard Golz (180 Einsätze)[21]
- Rekordtorschütze Nils Petersen (69 Tore)[22]
- jüngster Torschütze: Matthias Ginter (18 Jahre und zwei Tage, gegen den FC Augsburg, am 21. Januar 2012)[23]
- ältester Debütant: Jonathan Jäger (31 Jahre und 78 Tage, am 9. August 2009)[24]
- erster Spieler mit 100 Siegen: Christian Günter[25]
- meiste Punkte in einer Saison (nach 3-Punkte-Regel): 66 (20 Siege 6 Unentschieden und 8 Niederlagen, 1994/95, Stand: 2025)[26]
- meiste Strafstöße in Folge verschossen: 6 (laufend, Stand: 31. Spieltag 2024/25)[12][27]
- zu den meisten Strafstößen angetreten: Vincenzo Grifo (31, davon 26 Treffer, ein Nachschusstreffer und 4 weitere wurden gehalten, zuletzt 3× gehalten, Stand: 22. Spieltag 2024/25)[27][28][29][30][31][32][33][34]
- meiste Strafstöße verwandelt: Vincenzo Grifo (26, bei 31 Versuchen, ein Nachschusstreffer und 4 weitere wurden gehalten, zuletzt 3× gehalten, Stand: 22. Spieltag 2024/25)[27][28][29][30][31][32][33][34]
- meiste Heimspiele in Folge ohne Niederlage: 12 Spiele (8 Siege und 4 Remis, 4. bis 26. Spieltag 2022/23)[2][35][36]
- meiste Heimspiele in Folge ohne Niederlage gegen einen anderen Gegner: 16 (gegen Borussia Mönchengladbach, laufend, Stand: 11. Spieltag 2024/25)[37][38][34]
- meiste Heimspiele in Folge ohne Sieg: 8 (mehrfach, auch die letzten 8 Heimspiele 2023/24, Stand: 9. Spieltag 2024/25)[39]
- meiste Heimspiele in Folge mit mindestens 3 erzielten Toren: 3 (12. bis 16. Spieltag 2024/25)[40]
- meiste Spiele in Folge ohne Torerfolg: 4 (Stand: 11. Spieltag 2024/25)[37]
- beste Heimbilanz in einer Saison: 37 Punkte (11 Siege und 4 Unentschieden, 1994/95)[6]
- wenigste Niederlagen nach 26 Spieltagen: 5 (2022/23)[36]
- längste Amtszeit als Trainer: 16 Jahre (Volker Finke, 1. Juli 1991 bis 30. Juni 2007, 5843 Tage)[41][42]
- meiste Spiele als Trainer: Christian Streich (391, Stand: 34. Spieltag 2023/24)[43][2][44][45]
- meiste Siege als Trainer: Christian Streich (135, Stand: 34. Spieltag 2023/24)[46]
- meiste Punkte als Trainer: 517 (Christian Streich, 135 Siege und 112 Unentschieden, Stand: 34. Spieltag 2023/24)[47]
- meiste Tore als Trainer: 522 (Christian Streich, Stand: 34. Spieltag 2023/24)[48]
- meiste Spiele in Folge ohne Gegentreffer: 6 (20. bis 25. Spieltag 2024/25, Stand: 31. Spieltag 2024/25)[49][50][51]
- meiste Auswärtsspiele ohne Gegentor innerhalb einer Saison: 7 (Stand: Saisonende 2024/25)[52][53]
  - 2024/25
  - 2022/23
- meiste Auswärtsspiele in Folge ohne Gegentor: je 3 (mehrfach, auch 14. bis 16. Auswärtsspiel 2023/24, Stand: Saisonende 2023/24)[54]
- meiste Auswärtsspiele in Folge ohne Niederlage: 7 (21. bis 33. Spieltag 2024/25, laufend, Stand: 33. Spieltag 2024/25)[55]
- meiste Siege in Folge gegen einen anderen Gegner: 6 (2×, Stand: Saisonende 2023/24)
  - gegen den VfB Stuttgart (bis 2. Spieltag 2023/24)[56]
  - gegen den FC Augsburg (bis 6. Spieltag 2023/24)[57]
- meiste Tore im Duell mit einem anderen Gegner: 72 (gegen Borussia Mönchengladbach, Stand: 29. Spieltag 2024/25)[38]
- höchster Sieg: 6:0 (bei Borussia Mönchengladbach, im Dezember 2021, Stand: 31. Spieltag 2024/25)[38]
- höchste Niederlage: 0:7 (beim FC Bayern, 5. Spieltag 2011/12, Stand: 31. Spieltag 2024/25)[58]
- spätestes Tor: in der 96. Minute (zum 1:0-Sieg durch Maximilian Philipp gegen Werder Bremen am 2. Spieltag 2023/24)[59]
- meiste Auswärtssiege gegen einen anderen Gegner: 8 (gegen den VfL Wolfsburg, Stand 31. Spieltag 2024/25)[60][61]
- meiste Heimgegentore gegen einen anderen Gegner: 50 (gegen Borussia Dortmund, Stand 28. Spieltag 2024/25)[62]
- meiste Siege zu Beginn einer Rückrunde: 1 (mehrfach, auch 2023/24, Stand: 19. Spieltag 2023/24)[63]
- meiste Siege in Folge gegen Aufsteiger: 5 (mehrfach, auch bis zum 11. Spieltag 2023/24)[64]
- schnellster Hattrick: binnen 16 Minuten (Vincenzo Grifo, beim 4:1-Sieg gegen Union Berlin, im November 2022)[65]
  - auch frühester Hattrick: nach 20 Spielminuten (Vincenzo Grifo, beim 4:1-Sieg gegen Union Berlin, im November 2022)[66]
- frühester 0:2-Rückstand: 5. Spielminute (bei der 1:3-Niederlage bei Mainz 05, am 29. Januar 2012, Stand: 3. Februar 2024)[67][68]
- frühester 0:2-Rückstand in einem Heimspiel: 7. Spielminute (bei der 1:3-Niederlage gegen den VfB Stuttgart, am 20. Spieltag 2023/24, Stand: 3. Februar 2024)[67]
- meiste Einsätze, ohne je durchgespielt zu haben: 36 (Paschalis Seretis wurde bei jedem seiner Einsätze ein- und/oder ausgewechselt, Stand: 20. Spieltag 2023/24)[69][70]
- meiste Gelbe Karten in einem Spiel kassiert: 7 (25. Spieltag 2023/24, beim 2:1-Sieg beim VfL Bochum, Stand: 25. Spieltag 2023/24)[71][72]
- erstmals nach 24 Spielzeiten beendete man eine Saison mit weniger Heimsiegen als Auswärtssiegen: 5:6 Siege (2023/24)[39]
- meiste Punkte nach 4 Spieltagen: 9 (mehrfach, auch 2024/25)[73]
- meiste Siege nach 6 Spieltagen: 4 (mehrfach, auch 2024/25)[74]
- meiste Siege nach 7 Spieltagen: 5 (2024/25)[75]
- meiste Platzverweise in einem Spiel: 2 (4×, auch am 11. Spieltag 2024/25 und 2013 bei der TSG Hoffenheim, Stand: 11. Spieltag 2024/25)[76]
- meiste Unentschieden in Folge gegen einen anderen Gegner: 4 (mehrfach, auch gegen Borussia Mönchengladbach 31. Spieltag 2021/22 bis 10. Spieltag 2023/24)[37]
- meiste Spiele in Folge die mit dem Ergebnis von 1:0 gewonnen wurden: 3 (20. bis 22. Spieltag 2024/25, Stand: 24. Spieltag 2024/25)[27]
- Anzahl Spieler, denen in einem einzigen Spiel mindestens 2 Tore gelangen: 2 (2×, je 2 Treffer, Stand: 23. Spieltag 2024/25)[14]
  - Ralf Kohl und Rodolfo Cardoso (beim 4:0-Sieg beim VfB Stuttgart, 32. Spieltag 1993/94)[77]
  - Ritsu Dōan und Vincenzo Grifo (beim 5:0-Sieg gegen Werder Bremen, 23. Spieltag 2024/25)[78]
- längste Zeit ohne Gegentreffer: 609 Minuten (Noah Atubolu, Serie endete am 26. Spieltag 2024/25, durch den 0:1-Rückstand durch Jonathan Burkardt, beim 2:2-Unentschieden gegen Mainz 05, Stand: 28. Spieltag 2024/25)[49][79][80][50][81]